# Labrus viridis
El tordo verde (Labrus viridis) es una especie de pez de la familia Labridae en el orden de los Perciformes.

## Morfología
Los machos pueden llegar alcanzar los 47 cm de longitud total.

## Reproducción
Es hermafrodita  La reproducción se produce entre el invierno y la primavera, cuando más cerca de la costa se encuentra.

## Alimentación
Come anélidos y crustáceos.

## Distribución geográfica
Se encuentra desde Portugal hasta el Marruecos. También en el Mediterráneo y en el mar Negro.

## Costumbres
Es un pez solitario que se apoya en las rocas para descansar.

## Conservación
No se encuentra en la Lista Roja de la UICN.

## Pesca
Se captura con trasmallos y volantín.

## Interés gastronómico
Tiene una carne con muchas espinas pero es buena para hacer  sopas.

## Galería de imágenes

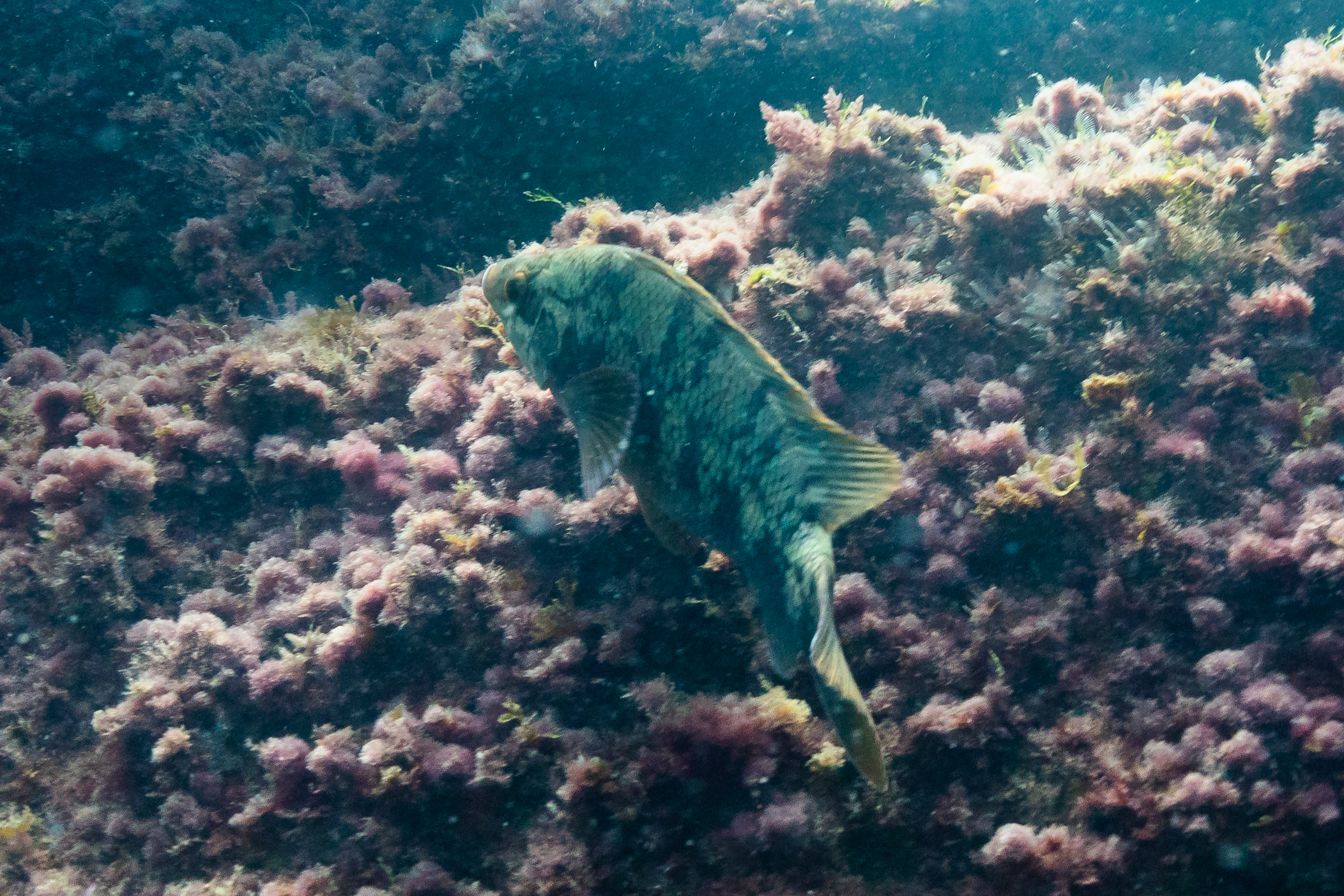
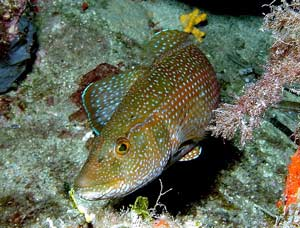
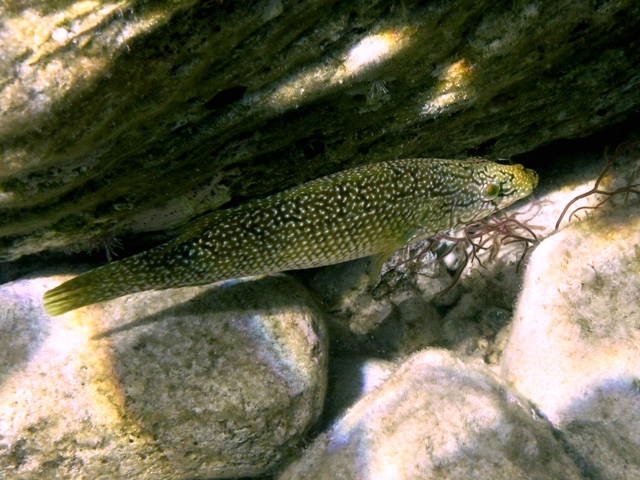